# Octopus (duiksport)

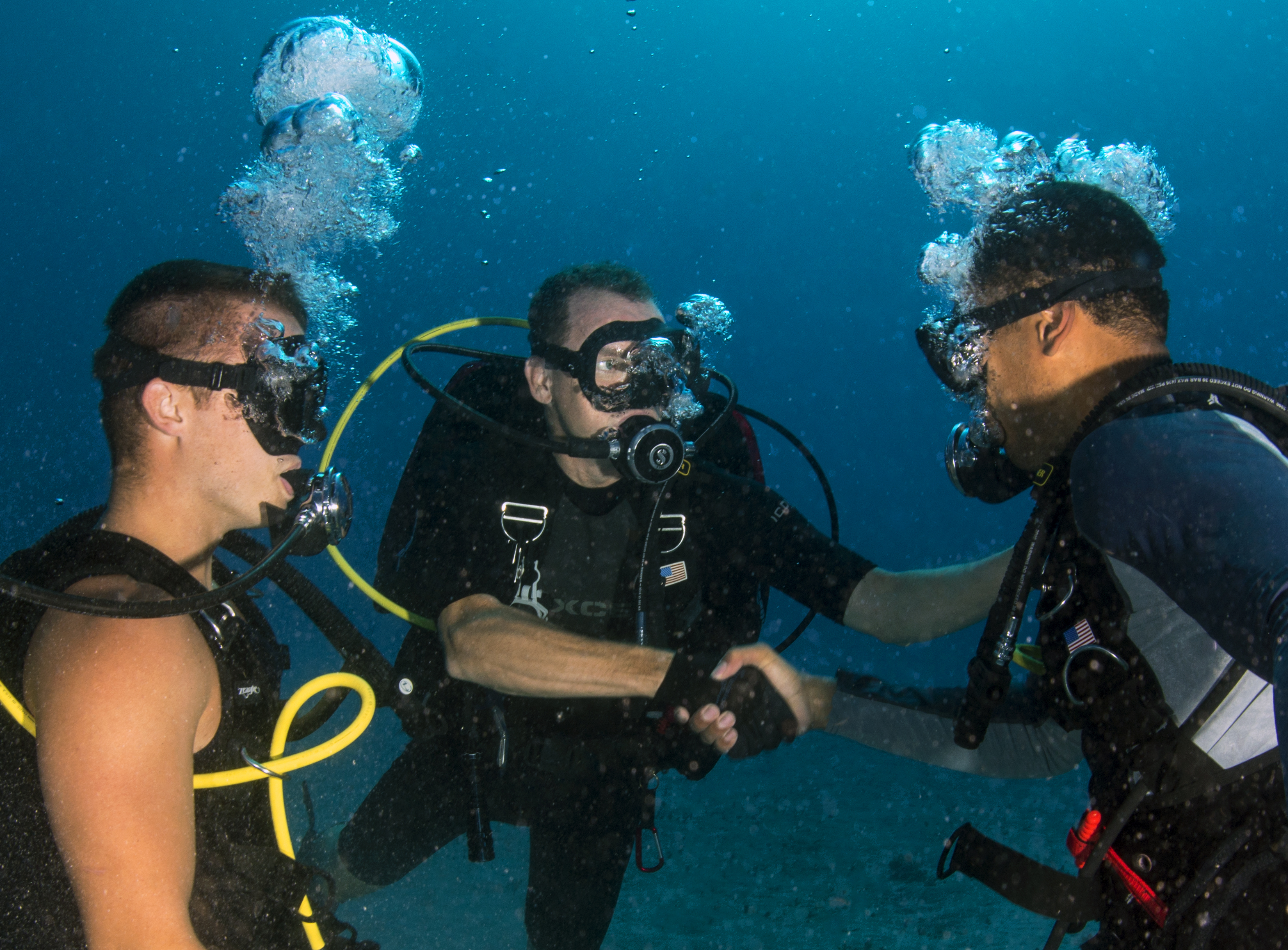
Drie duikers met ademautomaat, de gele slang van de octopus telkens zichtbaar

De octopus is een aparte tweede trap van een ademautomaat voor duikers en dient als alternatieve luchtvoorziening (ALV). Het is ontstaan uit veiligheid en biedt meer geruststelling aan een duiker.
Een octopus is een onderdeel van de gehele luchtvoorziening. De set wordt aangesloten op de kraan van de duikcilinder. Een totale set bestaat meestal uit:
- een eerste trap (de drukreduceerder)
- een primaire tweede trap
- een octopus (secundaire tweede trap)
- een manometer of console
- een inflator (zie trimvest)

De primaire tweede trap gebruikt de duiker zelf en de octopus is de reserve. Wanneer de primaire tweede trap het begeeft, dan kan men de octopus gebruiken of als een mededuiker geen lucht meer heeft, kan de octopus aangeboden worden.
Meestal is de octopus geel om zo zichtbaar mogelijk te zijn. De slang van de octopus is ook langer.
Maar omdat dit systeem vaak niet voldoende is, kan men met een dubbele kraan werken. Dat wil zeggen dat op de duikcilinder niet één kraan, maar twee kranen staan (eigenlijk een T-stuk met links en rechts een kraan) met op elke kraan een eerste trap gemonteerd waaraan via een slang weer een tweede trap gemonteerd is. Bij dit systeem mag ook een eerste trap het begeven (bijvoorbeeld door bevriezing) zonder dat dit enig gevaar oplevert voor de duiker.